# Tan Ruiwu
Tan Ruiwu (chiń. 谭瑞午; ur. 30 czerwca 1983 w Szanghaju) – chorwacki tenisista stołowy pochodzenia chińskiego, dwukrotny wicemistrz Europy. Obecnie gracz TTC Frickenhausen. Członek kadry narodowej i olimpijskiej w tenisie stołowym.
Największym osiągnięciem zawodnika jest dwukrotnie srebrny medal mistrzostw Europy w Belgradzie (2007). Grając w parze z Polakiem Lucjanem Błaszczykiem zdobył wicemistrzostwo w grze podwójnej. Sukces powtórzył również drużynowo. W mistrzostwach świata nie osiągał sukcesów, ale w barwach Chin dwukrotnie osiągał ćwierćfinał w 1999 roku w Eindhoven w grze podwójnej i mieszanej.